# Nabia Abbott
Nabia Abbott, née le 31 janvier 1897 et morte le 15 octobre 1981, est une spécialiste américaine de l'islam, papyrologue et paléographe. Elle est la première femme professeure à l'Institut oriental de Chicago. Elle a acquis une reconnaissance mondiale pour ses recherches sur les plus anciens documents écrits de l'islam et l'émergence de l'alphabet arabe. Elle est également une pionnière dans l'étude des femmes musulmanes. Sa biographie d'Aïcha, l'une des épouses du prophète Mahomet, est particulièrement célèbre.

## Biographie
Nabia Abbott naît le 31 janvier 1897 à Mardin, ville de l'Empire ottoman. Son père est un marchand chrétien dont les activités commerciales ont amené sa famille à Mossoul (en actuelle Irak), puis à Bagdad et enfin à Bombay (Inde). Elle y fréquente diverses écoles de langue anglaise. En 1919, elle termine ses études de premier cycle avec mention à l'Isabella Thoburn College (en) de Lucknow.
Après avoir obtenu son diplôme, Nabia Abbott retourne pour une courte période en Mésopotamie. Elle y travaille dans l'éducation des femmes. La politicienne et orientaliste Gertrude Bell lui offre son amitié et la soutient dans ses recherches.
En 1923, Abbott déménage avec sa famille aux États-Unis. Elle y obtient en 1925 une maîtrise de l'université de Boston. De 1925 à 1933, elle enseigne l'histoire à l'université d'Asbury de Wilmore, Kentucky, jusqu'à prendre la tête du département d'histoire. En 1933, elle rejoint l'Institut oriental de Chicago pour commencer ses études de doctorat sous la direction de Martin Sprengling. Elle y devient professeure d'études islamiques en 1949. Elle est la première femme à accéder à cette position dans l'institut. En 1963, après sa retraite, elle devient professeure émérite. 
Nabia Abbott meurt à Chicago le 15 octobre 1981, .

## Recherches

### Papyrologie

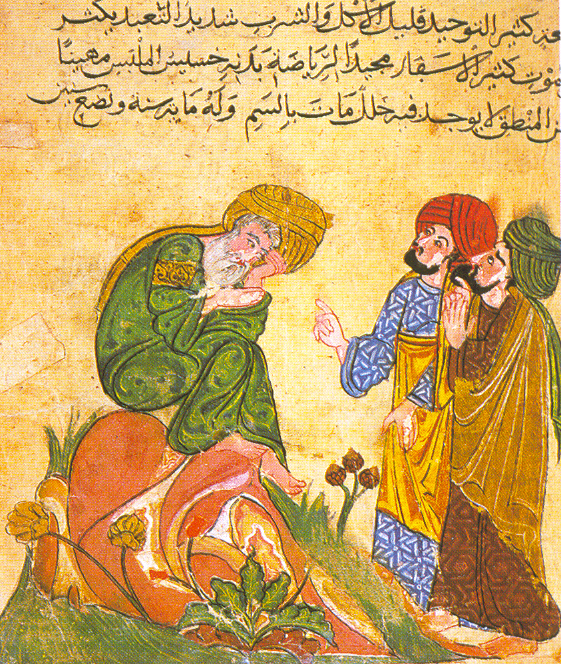
Illustration du manuscrit de Soughrat (Socrate) par Seldjoukouk au 13e siècle (Bibliothèque du palais de Topkapi, Istamboul, Turquie).

Nabia Abbott était spécialisée dans les études arabes et islamiques. L'Institut Oriental possédait une importante collection de papyrus et de documents islamiques anciens sur papier et parchemin. Abbott a publié ces documents et a contribué à élargir la collection de l'Institut.

### Les Mille et Une Nuits
Dans l'Histoire de l'Espagne sous les musulmans d'al-Maqqari, il est fait référence à l'existence d'un ouvrage du XIIe siècle intitulé Les Mille et une nuits. Abbott le note dans sa documentation sur l'évolution précoce des contes. Entre autres conclusions, elle montre que les Mille et une nuits empruntent le conte-cadre (autour duquel s'accumulent les contes arabisés et les contes originaux arabes) du Hezar Afsaneh, un recueil de contes indo-persans.
Abbott publie un essai en 1949 sur un fragment du IXe siècle des Mille et une nuits, le plus ancien manuscrit du recueil encore existant, conservé à Chicago, qui contient le titre et la première page des œuvres. Elle démontre son utilité dans l'élucidation de la paléographie arabe ancienne ainsi que dans le développement des premiers livres islamiques en papier. Elle a prouvé qu'il avait près d'un siècle de plus que les premières références connues aux Mille et une nuits et a établi une chronologie de l'évolution des Mille et une nuits, qui reste valable depuis lors.

### Hadiths
Les premières générations d'érudits occidentaux de l'islam, notamment Ignác Goldziher et Joseph Schacht, ont introduit un certain scepticisme à l'égard de la tradition des hadiths, qui - en tant qu'actions ou habitudes de Mahomet - étaient censés être la base de la loi islamique. Ils ont affirmé que ceux-ci provenaient plutôt des premiers siècles de l'islam (donc n'étaient pas contemporains de Muhammad), et qu'il s'agissait de tentatives de faire passer l'autorité au-dessus de la base juridique préétablie. En effet, les hadiths étaient traditionnellement considérés comme ayant une importance plus élevée que les opinions des successeurs ou compagnons de Mahomet, et au fil du temps, le désir de promouvoir certaines lois par rapport à d'autres a abouti à l'attribution des arguments des successeurs aux compagnons, et les opinions des compagnons à Mahomet lui-même. Nabia Abbott, en revanche, soutient que les hadiths sont une pratique originelle de l'islam, conservés sous forme écrite jusqu'à ce qu'ils entrent dans les livres canoniques. En réponse à la question de l'indisponibilité de ces premiers manuscrits, elle blâme le calife Omar, qui ordonna la destruction de ces écrits pour empêcher un développement parallèle d'une littérature sainte pouvant contester le Coran. Après sa mort, cependant, les hadiths restants compilés par certains des compagnons de Mahomet, ont formé la base des collections ultérieures.

### Femmes et islam

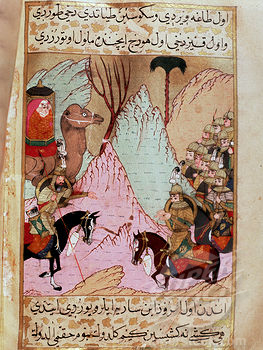
Aicha et le quatrième calife Ali à la bataille du chameau.

Nabia Abbott passe plusieurs années à étudier la place des femmes dans des débuts de l'islam, et elle publie à ce sujet trois articles et deux livres, qui couvrent une large période historique. 
Dans le premier article, elle aborde le passé antique de la péninsule arabique, avec les récits d'importantes figures féminines depuis la période du règne des Sabéens et des Himyars (vers 800 av. J.-C.) jusqu'à l'époque romaine. 
Dans son deuxième article, elle aborde la question du rôle des femmes dans la vie sociale et privée préislamique. 
Le dernier article porte sur le statut des femmes et décrit les perceptions islamiques défavorables à l'égard des femmes pendant la période contemporaine du Prophète et celle des califes bien guidés (631-661).
Les deux livres d'Abbott sur les femmes l'ont rendue largement célèbre. Il s'agit de la première biographie complète en anglais d'Aïcha, l'épouse du Prophète, et d'un livre sur les deux reines abbassides de Bagdad Al-Khayzuran et Zubayda,.

## Œuvres choisies

### Ouvrages
- (en) Nabia Abbott, Studies in Arabic Literary Papyri III: Language and Literature, vol. LXXVII, University of Chicago, coll. « The University of Chicago Oriental Institute Publications », 1972 (lire en ligne)
- (en) Nabia Abbott, Studies in Arabic Literary Papyri II: Qur'ānic Commentary and Tradition, vol. LXXVI, University of Chicago, coll. « The University of Chicago Oriental Institute Publications », 1967 (lire en ligne)
- (en) Nabia Abbott, Studies in Arabic Literary Papyri I: Historical Texts, vol. LXXV, University of Chicago, coll. « The University of Chicago Oriental Institute Publications », 1957 (lire en ligne)
- (en) Nabia Abbott, Two queens of Baghdad: mother and wife of Hārūn al Rashīd, University of Chicago, 1946
- (en) Nabia Abbott, Aishah: The Beloved of Mohammed, University of Chicago, 1942
- (en) Nabia Abbott, The rise of the north Arabic script and its Ḳur'ānic development, with a full description of the Ḳur'ān manuscripts in the Oriental institute, vol. L, University of Chicago, coll. « The University of Chicago Oriental Institute Publications », 1939 (lire en ligne)
- (en)  Abbott Nabia, The Kurrah Papyri from Aphrodito in the Oriental Institute, (PhD thesis). University of Chicago., 1938 (lire en ligne)

### Articles
- (en) Abbott, « Wahb B. Munabbih: A Review Article », Journal of Near Eastern Studies, vol. 36, no 2,‎ 1977, p. 103–112 (DOI 10.1086/372551)
- (en) Abbott, « A Ninth-Century Fragment of the ″Thousand Nights″: New Light on the Early History of the Arabian Nights », Journal of Near Eastern Studies, vol. VIII,‎ juillet 1949, p. 129 (DOI 10.1086/370926)
- (en) Abbott, « Women and the State in Early Islam », Journal of Near Eastern Studies, vol. 1, no 3,‎ 1942, p. 341–368 (DOI 10.1086/370650)
- (en) Abbott, « Arabic Paleography », Ars Islamica, vol. 8,‎ 1941, p. 65–104 (JSTOR 4515583)
- (en) Abbott, « Pre-Islamic Arab Queens », The American Journal of Semitic Languages and Literatures, vol. 58,‎ 1941, p. 1–22 (DOI 10.1086/370586)
- (en) Abbott, « The Contribution of Ibn Muklah to the North-Arabic Script », The American Journal of Semitic Languages and Literatures, vol. 56,‎ 1939, p. 70 (DOI 10.1086/370527)
- (en) Abbott, « The Rise of the North Arabic Script and its Kur'anic Development, with a Full Description of the Kur'an Manuscripts in the Oriental Institute », The University of Chicago Oriental Institute Publications, University of Chicago, vol. 1,‎ 1939
- (en) Abbott, « The Monasteries of the Fayyum », The American Journal of Semitic Languages, University of Chicago,‎ 1937 (lire en ligne)